# Oshkosh (condado de Winnebago, Wisconsin)
Oshkosh es un pueblo ubicado en el condado de Winnebago en el estado estadounidense de Wisconsin. En el Censo de 2010 tenía una población de 2.475 habitantes y una densidad poblacional de 15,9 personas por km².

## Geografía
Oshkosh se encuentra ubicado en las coordenadas 44°2′40″N 88°30′29″O / 44.04444, -88.50806. Según la Oficina del Censo de los Estados Unidos, Oshkosh tiene una superficie total de 155.68 km², de la cual 24.88 km² corresponden a tierra firme y (84.02%) 130.79 km² es agua.

## Demografía
Según el censo de 2010, había 2.475 personas residiendo en Oshkosh. La densidad de población era de 15,9 hab./km². De los 2.475 habitantes, Oshkosh estaba compuesto por el 95.92% blancos, el 0.4% eran afroamericanos, el 0.28% eran amerindios, el 2.02% eran asiáticos, el 0.04% eran isleños del Pacífico, el 0.24% eran de otras razas y el 1.09% pertenecían a dos o más razas. Del total de la población el 1.21% eran hispanos o latinos de cualquier raza.